# Heete Pootjes
Heete Pootjes is een van de luimige gedichten van Guido Gezelle. Het werd geschreven in december 1860.

## Publicaties
Het gedicht werd in 1861 voor het eerst gepubliceerd in het weekblad Reinaert de Vos. Het verscheen in 1876 opnieuw in De Vlaamsche Vlagge en werd opgenomen in de in december 1880 gepubliceerde verzenbundel Liederen, Eerdichten en Reliqua.

## Politiek kwatrijn
Toen het gedicht in Reinaert de Vos verscheen, voegde Gezelle er een politiek getint kwatrijn aan toe, met als een van de regels:
Betrouwt, betrouwt Slokop nie' ligt:

Hij heeft zulk' heete pootjes.

Met 'Slokop' wordt hier gedoeld op keizer Napoleon III bedoeld. Diens expansiepolitiek – hij had samen met Engeland de Krimoorlog gewonnen en pas Nice en de Savoye ingepalmd – was toen een voorwerp van internationale en meer bepaald Belgische kritiek. Dit was een aan de actualiteit gebonden vers, dat er eigenlijk wat met de haren was bijgetrokken. Het werd niet meer hernomen in de latere uitgaven.

## Verklaring
1. ↑   'Heete Pootjes' komt voor op blz. 372 van dit deel.